# モハマド・キリル・ムヒミーン・ザンブリ
モハマド・キリル・ムヒミーン・ザンブリ（マレー語: Mohammad Khyril Muhymeen Zambri、1987年5月9日 - ）は、マレーシアのサッカー選手。元マレーシア代表。ポジションはMFもしくはFW。

## クラブ歴
2005年にケダFAに加入し選手となった。初シーズンは3得点の結果であった。その後10年間に亘り同クラブに在籍した。2009年にはリーグで10得点しクラブ得点王に輝く活躍をしたものの、9月に代表での怪我によって7ヶ月の離脱を余儀なくされた。
2015年にヌグリ・スンビランFA、2016年にエアアジアFCに移籍した。2017年からはPKNS FCに所属している。

## 代表歴
2007年に代表初出場。その後2009年9月に行われたケニア代表との親善試合で負傷し全治7ヶ月を要した。これによってU-23代表が出場する2009年東南アジア競技大会への出場を逃した。翌年4月に怪我から回復したものの、負傷を恐れるようになりそのパフォーマンスは以前と比して落ちてしまった。
2010年10月にはラヤゴパル・クリシュナサミ監督から2010 AFFスズキカップのメンバーに招集された。マレーシアは同杯で初優勝を飾った。
2012年にはマレーシアリーグXIとしてバドロル・バクティアル、アマル・ロヒダンらと共にアーセナルFC、マンチェスター・ユナイテッドFCと対戦した。

## 個人成績
代表での得点一覧
| #  | 日附           | 場所                                           | 対戦相手       | 得点 | 結果 | 大会                    |
| -- | -------------- | ---------------------------------------------- | -------------- | ---- | ---- | ----------------------- |
| 1. | 2008年10月10日 | クアラルンプール                               | パキスタン     |      | 4-1  | 親善試合                |
| 2. | 2008年10月15日 | プタリン・ジャヤ・プタリン・ジャヤ・スタジアム | ネパール       | 4–0  | 4-0  | 2008年ムルデカ大会      |
| 3. | 2012年11月20日 | クアラルンプール                               | バングラデシュ |      | 1-1  | 親善試合                |
| 4. | 2012年11月28日 | クアラルンプール・ブキット・ジャリル国立競技場 | ラオス         | 4–1  | 4-1  | 2012 AFFスズキカップ    |
| 5. | 2013年3月22日  | シャー・アラム・シャー・アラム・スタジアム     | イエメン       | 2–1  | 2-1  | AFCアジアカップ2015予選 |

## タイトル

### クラブ
ケダFA
- マレーシア・スーパーリーグ: 2006-07, 2007-08
- マレーシア・プレミアリーグ: 2005-06
- マレーシアカップ: 2007, 2008
- ピアラFAマレーシア: 2007, 2008

### 代表
- 東南アジアサッカー選手権: 2010